# 11-я пехотная дивизия (Греция)
11-я пехотная дивизия (греч. XI Μεραρχία Πεζικού); была пехотным подразделением греческой армии. Создана 1913 и расформирована в 2004.

## История
Это было первая дивизия, созданная после Балканских войн, когда армия мирного времени была значительно увеличена. Первоначально сформированный в Козани, в декабре 1913 года дивизия была переведена в Салоники в состав III армейского корпуса. В то время в ее состав входили 13-й 27-й и 28-й пехотный полки.
В августе 1916 года дивизия полковника Николаоса Трикуписа оставалась верной королевскому правительству и пыталась выступить против восстания венизелистов, которое привело к созданию Временного правительства национальной обороны, но было остановлено вмешательством французской армии. С последующим разоружением верной армии дивизия была расформирована в 1916/17 году.
После высадки греков в Смирне и создания Смирнской зоны 8 июля 1920 года была сформирована новая дивизия под названием Дивизия Магнессии названой в честь населявшейся греками с древности малоазийской области Магнесия-на-Меандре которая состояла в основном из греков Малой Азии. После поражения венизелистов на выборах ноября 1920 г. новое роялистское правительство переименовало дивизию в 11-ю пехотную дивизию. Дивизия участвовала во Малоазийском походе, была окружена и почти полностью уничтожена после прорыва фронта в августе 1922. Вновь воссоздана после войны со штаб квартирой в Салониках и вновь в составе III корпуса.
В 1940–41 году дивизия участвовала в Итало-греческой войне и в отражении  Немецкого Вторжения в Грецию в апреле 1941.
Вновь воссоздана в 1945, после освобождения с 31-й, 32-й и 33-й бригадами в Салониках. Дивизия участвовала в Гражданской войне и оставалась действующей после войны как второе соединение с уменьшенным составом. С 1951 года дивизия располагалась в Кавале где и оставалась до ее расформирования в 2004 году.